# Список підрозділів окружного секретаріату Центральної провінції
Підрозділи окружного секретаріату Центральної провінції Шрі-Ланки

## Округ Канді
- Акурана (підрозділ окружного секретаріату)
- Делтота (підрозділ окружного секретаріату)
- Долува (підрозділ окружного секретаріату)
- Ганга-Іхала-Корале (підрозділ окружного секретаріату)
- Харіспаттува (підрозділ окружного секретаріату)
- Хатараліядда (підрозділ окружного секретаріату)
- Канді (підрозділ окружного секретаріату)
- Кундасале (підрозділ окружного секретаріату)
- Медадумбара (підрозділ окружного секретаріату)
- Мініпе (підрозділ окружного секретаріату)
- Панвіла (підрозділ окружного секретаріату)
- Пасбаге-Корале (підрозділ окружного секретаріату)
- Патадумбара (підрозділ окружного секретаріату)
- Патахевахета (підрозділ окружного секретаріату)
- Пооджапітія (підрозділ окружного секретаріату)
- Тумпане (підрозділ окружного секретаріату)
- Удадумбара (підрозділ окружного секретаріату)
- Удапалата (підрозділ окружного секретаріату)
- Удунувара (підрозділ окружного секретаріату)
- Ятінувара (підрозділ окружного секретаріату)

## Округ Матале
- Амбанганга Корале (підрозділ окружного секретаріату)
- Дамбулла (підрозділ окружного секретаріату)
- Галевела (підрозділ окружного секретаріату)
- Лаггала-Паллегама (підрозділ окружного секретаріату)
- Матале (підрозділ окружного секретаріату)
- Наула (підрозділ окружного секретаріату)
- Паттепола (підрозділ окружного секретаріату)
- Раттота (підрозділ окружного секретаріату)
- Укувела (підрозділ окружного секретаріату)
- Вілгамува (підрозділ окружного секретаріату)
- Ятаватта (підрозділ окружного секретаріату)

## Округ Нувара-Елія
- Амбагамува (підрозділ окружного секретаріату)
- Хангуранкета (підрозділ окружного секретаріату)
- Котмале (підрозділ окружного секретаріату)
- Нувара-Елія (підрозділ окружного секретаріату)
- Валапане (підрозділ окружного секретаріату)